# Џубе
Џубе је део женске грађанске ношње, хаљетак оријенталног типа, скупоцене занатске израде са везом од златне и сребрне нити. Припада централнобалканском типу ношње за који су карактеристичне елегантне издужене форме. Облачиле су га жене свих етничких заједница. Основна разлика између сеоских и грађанских ношњи Балкана лежи у томе што су жене на селу до почетка XX века ручно израђивале одећу, док су у граду постојале занатлије специјализоване за израду различитих одевних предмета. По варошима џубе је рађено од разнобојне чоје, срмом или златном жицом везено, а по селима од сукна са мало веза. Носи се око Тимока, у Пироту, Пећи, Скадру, Призрену и Скопској Црној Гори.
Као одевни предмет, џубе  се првобитно појавио у одевању мушкараца, али је у другачијем кроју стекао популарност у женском грађанском костиму из XIX века. У истраживањима се описује начин ношења џубета у оквиру различитих конфесионалних група (православци, католици и муслимани), указује на промене кроја и украса, а указује се и на процес акултурације у одевању.